# Hütten (Schelklingen)
Hütten ist ein Stadtteil von Schelklingen im Alb-Donau-Kreis in Baden-Württemberg.

## Geographische Lage
Hütten liegt im Schmiechtal, einem Tal der Schwäbischen Alb. Obgleich von Wäldern und nicht sehr dicht besiedeltem Gebiet umgeben, ist der Ort nicht nur Ziel von Wanderern und Ausflüglern, sondern auch Wohnort für Pendler in die nahe gelegenen Städte am südlichen Rand der Schwäbischen Alb.

## Geschichte
Im Jahre 1216 als Studach erstmals urkundlich erwähnt, kam Hütten 1751 mit der Reichsherrschaft Justingen zu Württemberg. Als Burgsiedlung zu Füßen des heute nur noch in Ruinen vorhandenen Schlosses Hohenjustingen war Hütten immer stark handwerklich geprägt. Die Gemeinde hatte ursprünglich keine eigene Markung und nur wenige Wiesen im Schmiechtal.

### Religionen
Unter den Freiherren von Freyberg, welche Anhänger der Schwenckfeldischen Lehre waren, blieb der Ort zwar äußerlich katholisch und nach Justingen eingepfarrt, aber die von Freyberg waren bestrebt, die evangelische Lehre Schwenckfelds durchzusetzen, allerdings ohne nachhaltigen Erfolg.
Heute sind die katholischen Einwohner von Hütten in die römisch-katholische Kirchengemeinde Gundershofen eingepfarrt, die evangelischen Einwohner nach Mehrstetten.

### Eingemeindungen
Die Gemeinde Hütten war bis 1751 Teil der Herrschaft Justingen, welche im selben Jahre durch Herzog Carl Eugen von Württemberg erworben wurde. Bis zur Neuordnung des Königreichs in Oberämter bildete Justingen ein Stabsamt mit dem Schloss als Verwaltungssitz. Anschließend wurde Hütten dem Oberamt Münsingen zugeteilt. 1934 wurde das Oberamt Münsingen in Landkreis Münsingen umbenannt. Seit der Gemeindereform im Jahr 1973 ist Hütten eine Teilgemeinde der Stadt Schelklingen.

#### Teilorte von Hütten
Zum Stadtteil Hütten gehören verwaltungsmäßig die Orte Schloss Neusteußlingen, Talsteußlingen und Teuringshofen. Diese drei Orte waren ehemals Teil der Herrschaft Steußlingen. Anfang des 19. Jahrhunderts wurden sie als Teil von Ennahofen dem Oberamt Ehingen zugeteilt, welcher 1938 in Landkreis Ehingen umbenannt wurde. Die Orte wurden Anfang der 1970er Jahre dem Alb-Donau-Kreis zugeteilt und nach Schelklingen eingemeindet.

### Einwohnerentwicklung
Hütten hat zurzeit etwas über 400 Einwohner.

Bevölkerungsentwicklung in der Herrschaft Justingen 1497–2002

### Schultheißen, Bürgermeister und Ortsvorsteher
Schultheißen bis 1930, Bürgermeister von 1930 bis 1975, seit 1975 Ortsvorsteher
- 1573 Jakob Koch
- 1592 Bernhard Gerst
- 1619 Georg Strauß
- 1678 Kaspar Eberhardt
- 1688 Jakob Eberle
- 1699 Mathias Raiber
- 1719 Johannes Braun
- 1722 Kaspar Walz
- 1729 Franz Müller
- 1745 Joseph Lendler
- 1766 Jakob Walz
- 1779 Joseph Dreher
- 1800 Franz Joseph Müller
- 1812 Remigius Locher
- 1816 Joseph Denzel
- 1822 Joseph Koch (* März 1785, † 12. Dezember 1877)
- 1846-Juli 1901 Karl Koch (* 28. Januar 1818, † 23. März 1904)
- September 1901–1911 Franz Joseph Rauner (* 16. September 1838, † 3. August 1915)
- 1912–1922 Lieberatus Koch
- 1922–1932 Johannes Gottlob Heimberger (* 29. November 1857, † 29. November 1940)
- 1934–1941 NN Koch
- 1941–1946 Stellvertreter NN Bopp
- 1947–1948 NN Heimberger
- 1948–1974 NN Starzmann

Der Ortsvorsteher wird von der Stadt Schelklingen auf Vorschlag des Ortschaftsrates ernannt. Derzeit ist Stefan Tress Ortsvorsteher. 

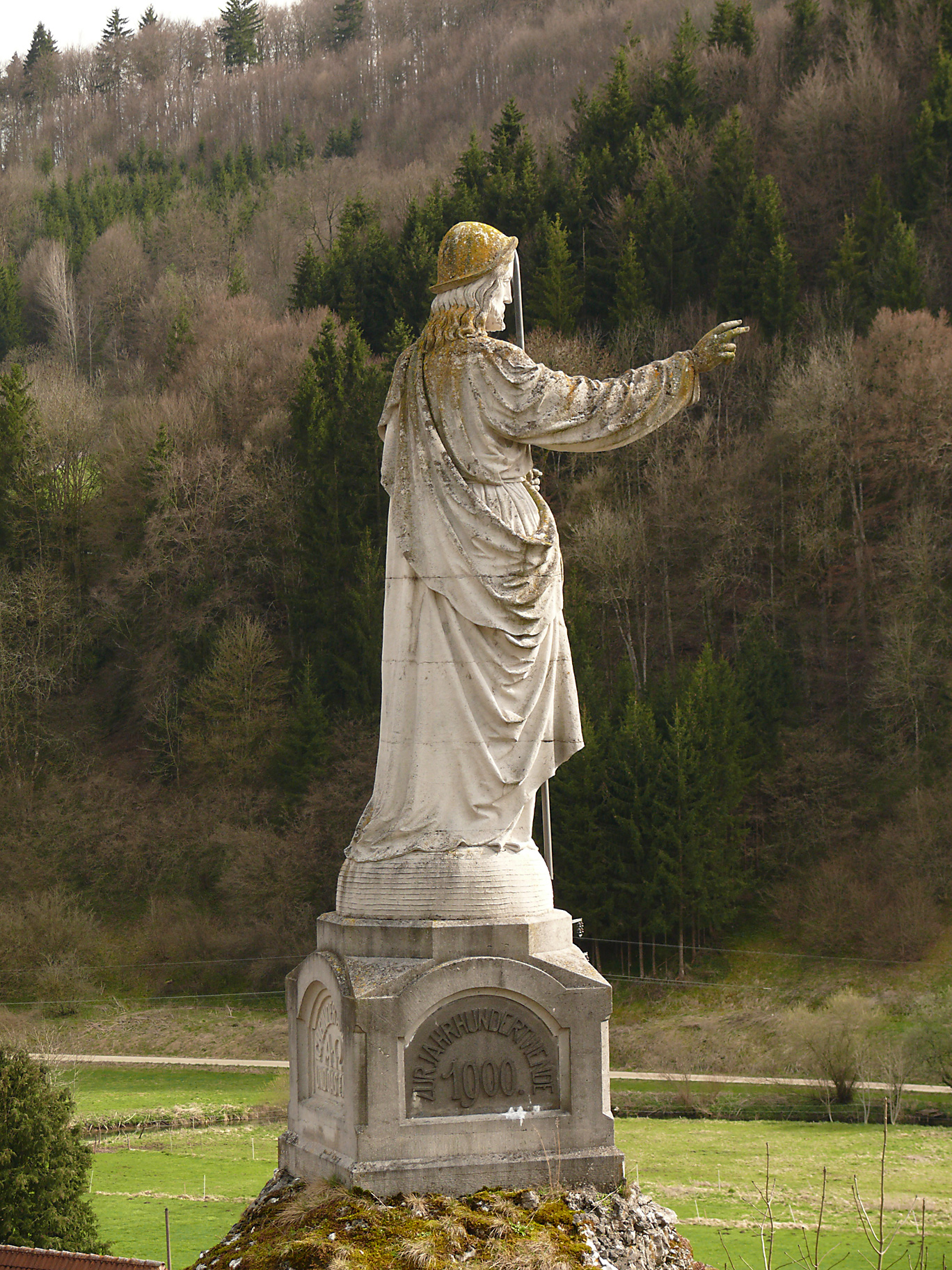
Die überlebensgroße Statue des Guten Hirten, von der Kapelle aus betrachtet

### Bildung
Der Ort verfügt über eine Grundschule die aber nicht mehr als Schule genutzt wird und einige kleinere sportliche (Sporthalle) und kulturelle Einrichtungen, die von den örtlichen Vereinen und der Gemeinde getragen werden.

## Wirtschaft und Infrastruktur

### Verkehr
Hütten liegt an der Schmiechtalstraße.
Hütten verfügt seit 1901 über eine eigene Bahnstation an der Bahnstrecke Reutlingen–Schelklingen. Die Königlich Württembergischen Staats-Eisenbahnen erbauten das Bahnhofsgebäude als Einheitsbahnhof vom Typ IIa. Sie wird heute von den Zügen der Schwäbischen Alb-Bahn bedient.

### Kulinarische Spezialitäten
In Hütten befinden sich zwei alte, schön restaurierte Gasthäuser im Fachwerkstil, das Gasthaus zum Bären in der Bärentalgasse und das Gasthaus zum Mohren in der Mühlgasse. Beide bieten regionaltypische schwäbische Gerichte an.

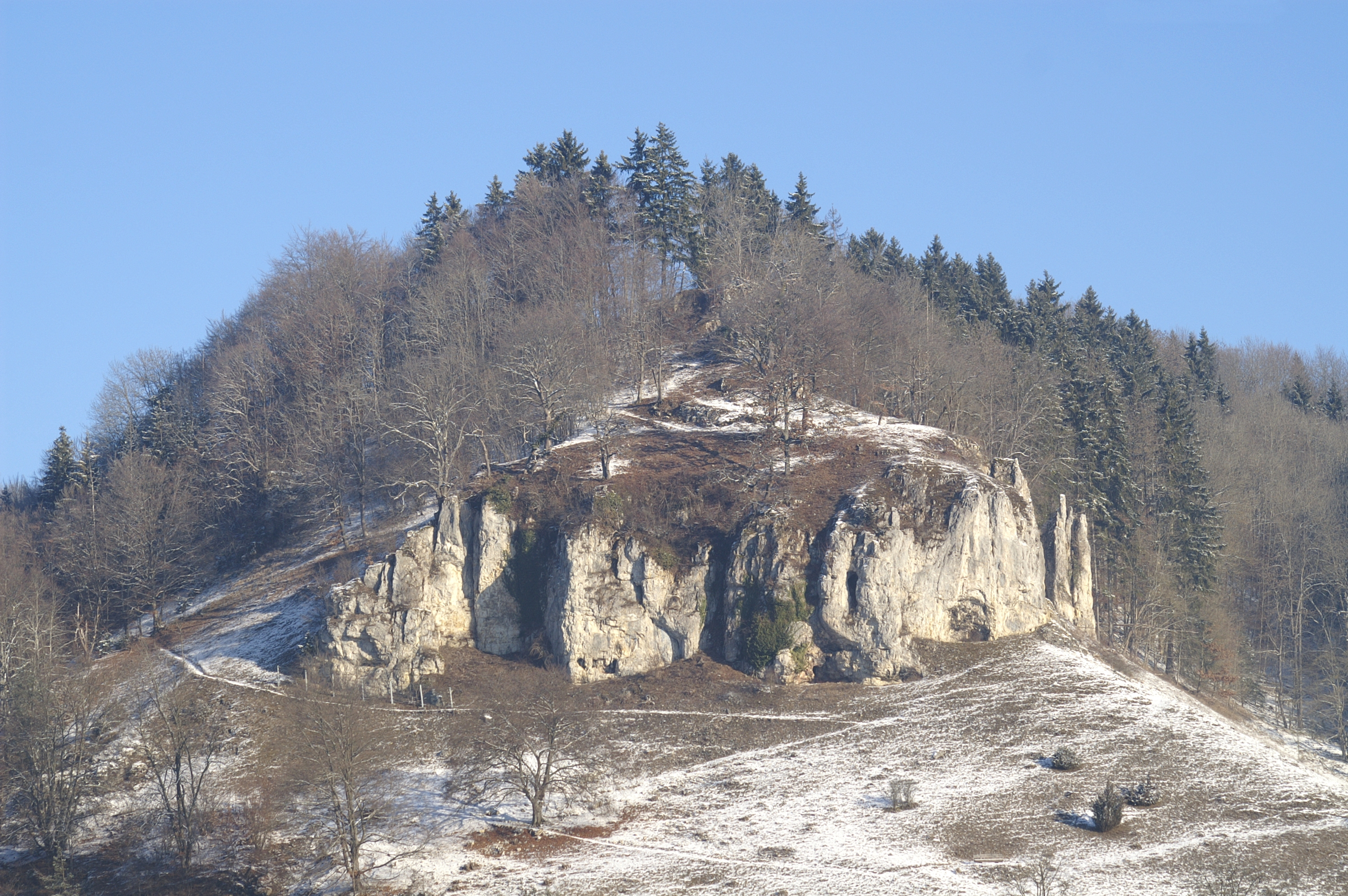
Schloss Hohenjustingen stand oberhalb von Hütten

## Kultur und Sehenswürdigkeiten

### Museen
Mitten im Ort befindet sich ein altes restauriertes Gehöft, in welchem ein kleines Heimatmuseum eingerichtet wurde: dieses birgt eine komplette Schlossereieinrichtung und Weiteres zur Handwerksgeschichte.

### Biosphärengebiet Schwäbische Alb
Hütten liegt im Biosphärengebiet Schwäbische Alb. Ein gut besuchtes Informationszentrum wurde im Ort eingerichtet.

### Bauwerke
Hütten 
- Wahrzeichen des Ortes ist die über dem Dorf thronende Barockkapelle von 1717/19 mit der auf einem Felsvorsprung stehenden überlebensgroßen Statue des Guten Hirten, die 1900 errichtet wurde. Sie wurde von dem Ulmer Professor Gregor Heyberger entworfen.

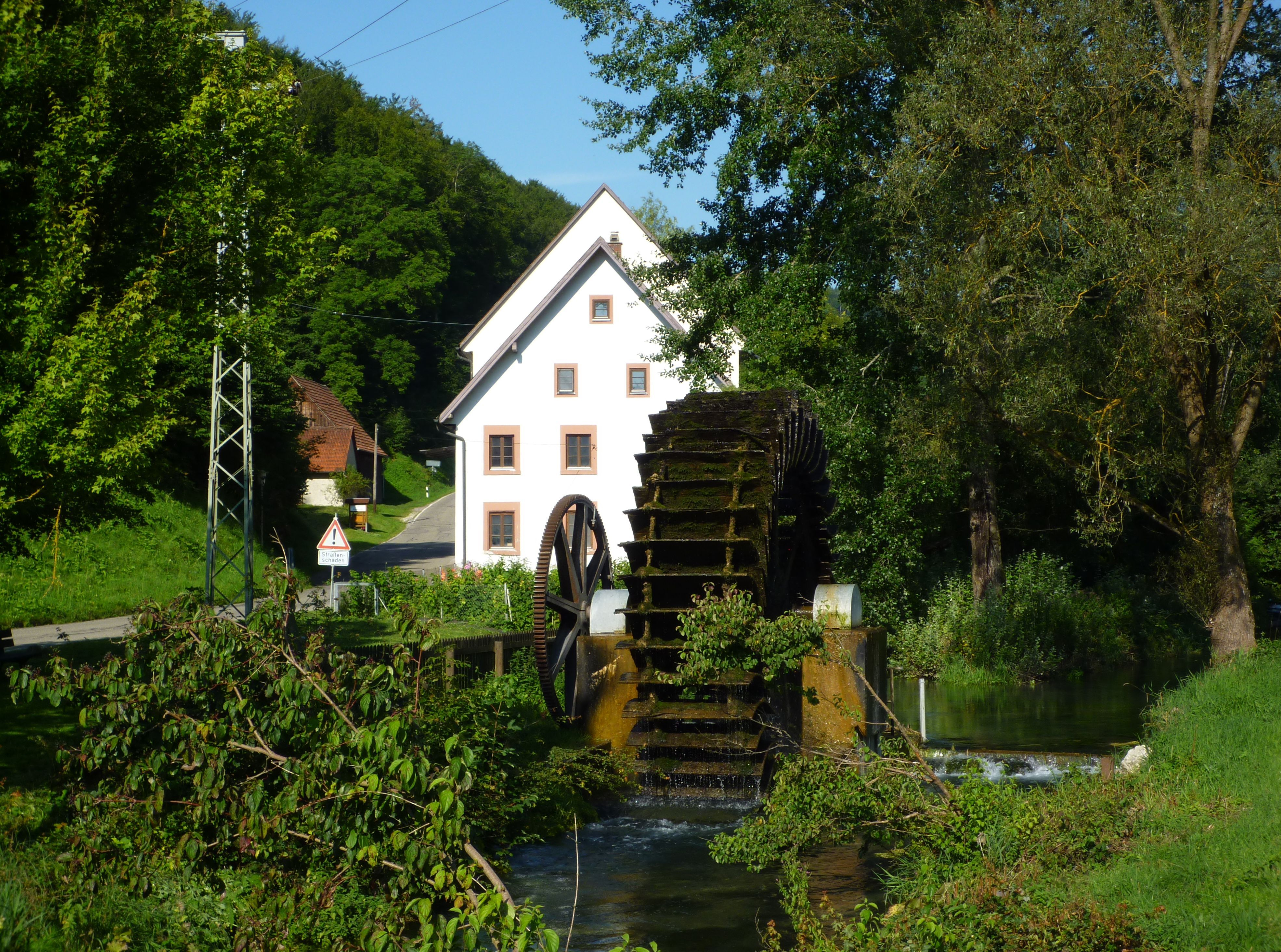
Die ehemalige Getreide- und Ölmühle der früheren Herrschaft Neusteußlingen, in welche alle Einwohner "gebannt" waren

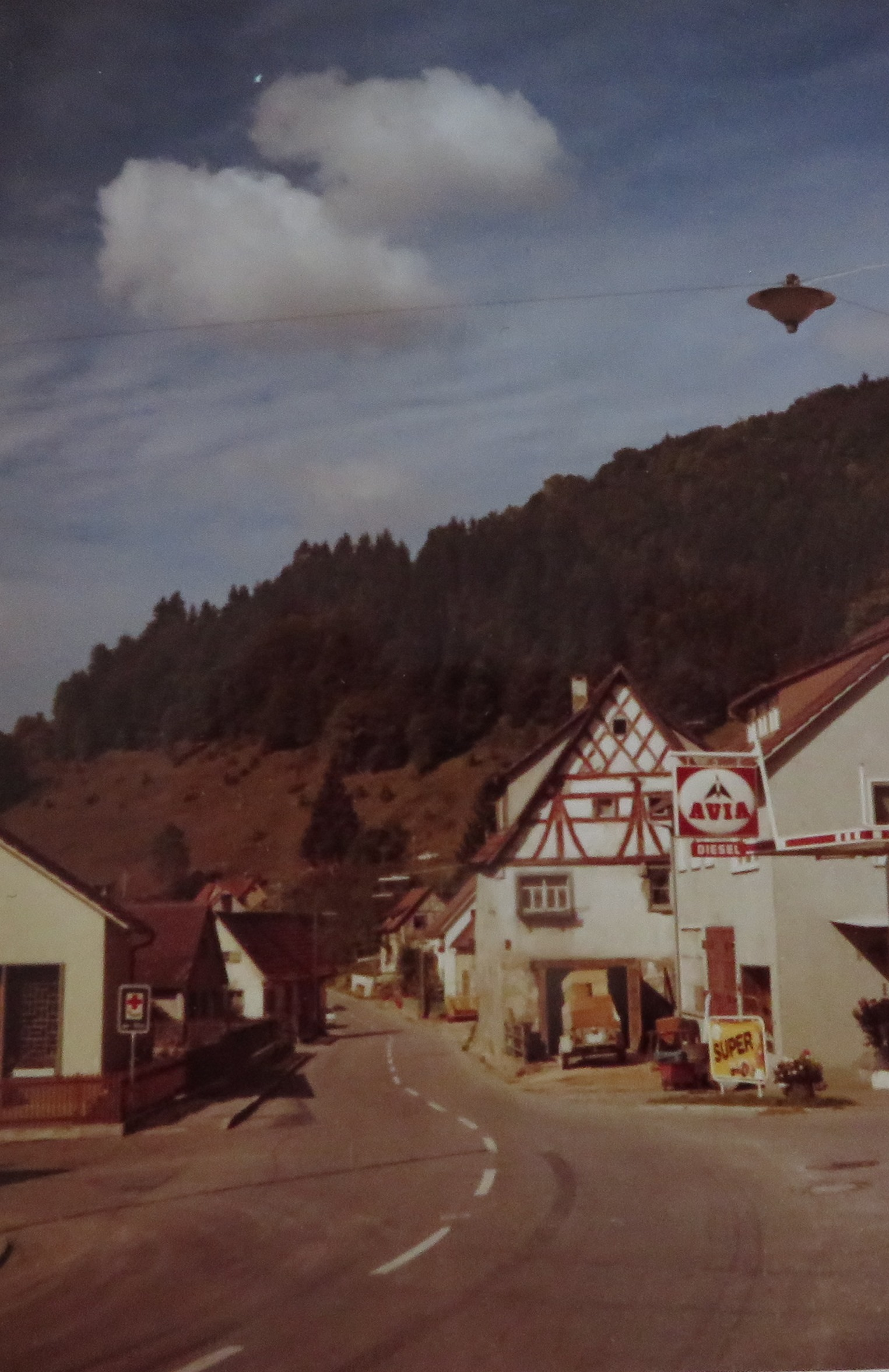
Das Gebäude mit dem Fachwerkgiebel war die ehemalige Bannschmiede der Herrschaft Justingen in Hütten

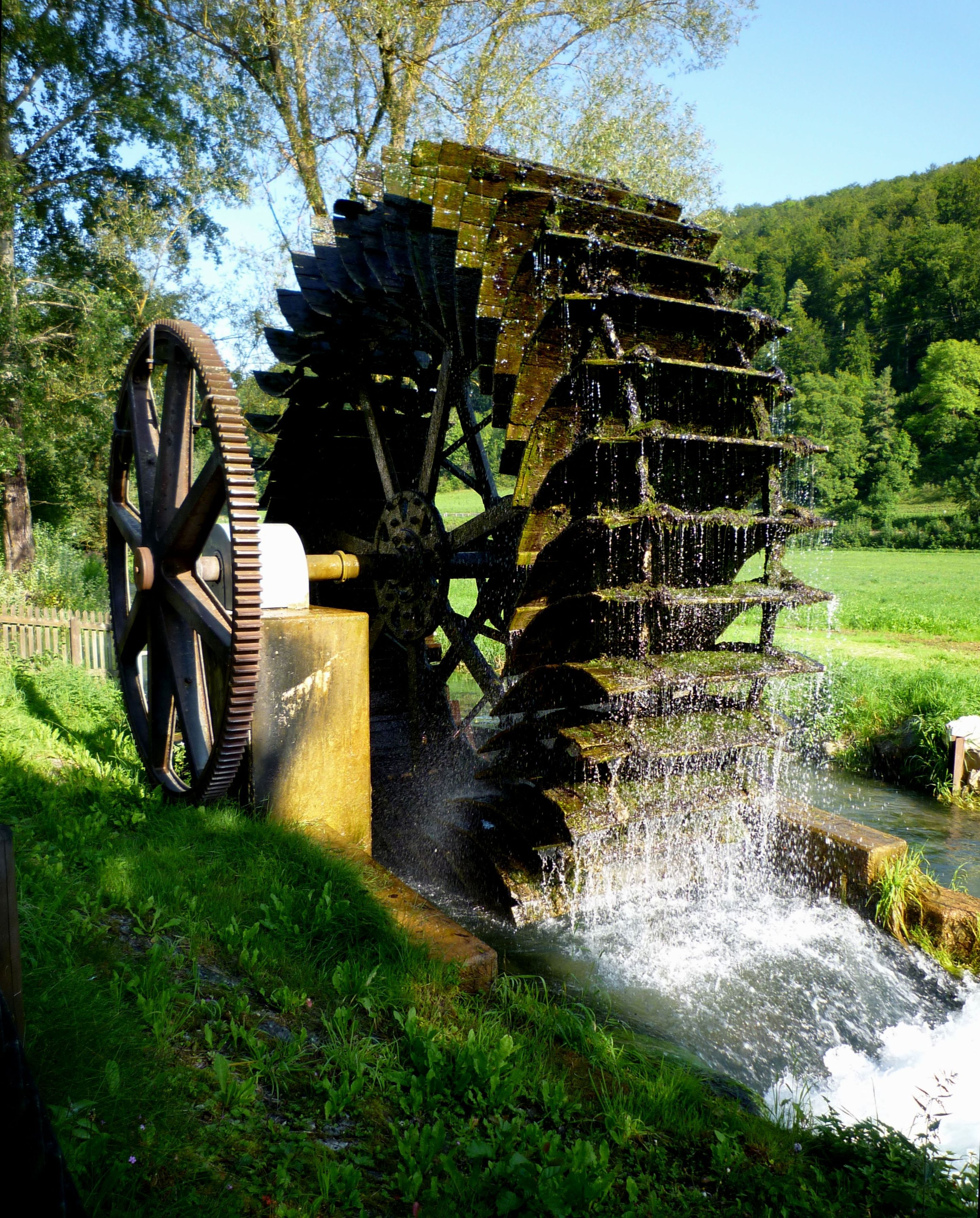
Mühlrad der ehemaligen Schloßmühle in Talsteußlingen aus dem Jahre 1911

- An der Stelle dieser Barockkapelle stand im Mittelalter wohl die Burg Studach
- Ruine des ehemaligen Schlosses Hohenjustingen oberhalb des Dorfes mit schöner Aussicht
- Die ehemalige große Bann- und Mahlmühle der Herrschaft Justingen für die Orte Justingen, Ingstetten und Hütten am Ende der Mühlgasse mit sehenswerten Stauwehren
- Die ehemalige Bannschmiede der Herrschaft Justingen, in welcher 1576 alle Einwohner von Ingstetten, Gundershofen und Hütten, 1782 noch diejenigen von Gundershofen und Hütten u. a. ihre Pferde beschlagen lassen mussten, wurde in den 1970er Jahren abgebrochen[2]

 Neusteußlingen und Talsteußlingen 
- Das historistische Schloss Neusteußlingen, erbaut 1897 durch den Verleger Eugen Nübling aus Ulm a. D. auf den Ruinen des Vorgängerschlosses aus dem späten 16. Jahrhundert
- Die ehemalige Schloßmühle zu Talsteußlingen mit dem separat aufgestellten Wasserrad. Teile der Einrichtung befinden sich heute im Mühlenmuseum Großkarlbach.
- Das Gasthaus zum Löwen in Talsteußlingen zu Füßen des Schlossbergs

 Teuringshofen 
- Die Pumpstation der Albwasserversorgung mit originaler Technik des späten 19. Jhs.

## Persönlichkeiten
- Joseph Viktor von Scheffel (* Karlsruhe 16. Februar 1826; † Karlsruhe 9. April 1886): deutscher Schriftsteller und Dichter; verbrachte in den 1880er Jahren die Frühjahre in Talsteußlingen zum Angeln und zur Sommerfrische[3]
- Eugen Theodor Nübling (*Ulm a. D. 28. Mai 1856;  † Schloß Neusteußlingen 24. Januar 1946): Verlagsbuchhändler und Zeitungsverleger, Wirtschaftshistoriker, Abgeordneter im württembergischen Landtag, ließ 1897 das Schloß Neusteußlingen neu aufbauen.
- Johann Georg Frank (1911–1968), Verwaltungsjurist